# The Best (English Edition)
The Best (English Edition) – anglojęzyczny album kompilacyjny rosyjskiego piosenkarza Siergieja Łazariewa wydany 23 października 2015 roku przez Sony Music. Album zawiera największe hity piosenkarza w języku angielskim.

## Lista utworów
Sporządzono na podstawie materiału źródłowego
| Nr. | Tytuł utworu                      | Długość |
| --- | --------------------------------- | ------- |
| 1   | Breaking Away                     | 2:58    |
| 2   | In my lonely life                 | 3:45    |
| 3   | 7 Wonders                         | 3:26    |
| 4   | Take It Off                       | 3:29    |
| 5   | Moscow To California              | 4:02    |
| 6   | Hard to Love                      | 3:53    |
| 7   | Cure the Thunder                  | 3:48    |
| 8   | Stumblin'                         | 3:56    |
| 9   | Heartbeat                         | 4:08    |
| 10  | Lost Without Your Love            | 3:39    |
| 11  | Alarm                             | 3:39    |
| 12  | Girlfriend                        | 3:47    |
| 13  | Breakthrough                      | 3:24    |
| 14  | Everytime                         | 4:06    |
| 15  | Tv Or Radio                       | 3:14    |
| 16  | Fake                              | 2:35    |
| 17  | Just Because You Walk Away        | 3:58    |
| 18  | Eye Of The Storm                  | 3:55    |
| 19  | Electric Touch (Automatiks Remix) | 3:28    |
| 20  | Under the Moon                    | 3:38    |
| 21  | Nobody Told Me                    | 3:27    |
| 22  | The Flyer                         | 2:58    |
| 23  | Shattered Dreams                  | 3:13    |
| 24  | Beautiful                         | 3:53    |
| 25  | Stereo (HarDrum Version)          | 3:30    |
| 26  | Feelin' High                      | 4:37    |
| 27  | Instantly                         | 4:01    |
| 28  | I'm Gone                          | 4:17    |
| 29  | Earth Song                        | 5:43    |